# ريغي داف
ريغي داف (17 أغسطس 1878 بسيدني في أستراليا - 13 ديسمبر 1911 في أستراليا) (بالإنجليزية: Reggie Duff)‏ هو لاعب كريكت أسترالي. شارك مع منتخب أستراليا الوطني للكريكت.

## وصلات خارجية
- ريغي داف على موقع إي آس بي آن كريك إنفو (الإنجليزية)